# Eddy Arnold
Richard Edward "Eddy" Arnold (Henderson (Tennessee), 15 mei 1918 - Nashville (Tennessee), 8 mei 2008) was een Amerikaans zanger van country- en popmuziek die van de jaren veertig tot zestig zeer succesvol was.
Hij bereikte 27 keer de eerste plaats in de country-hitlijsten en verkocht meer dan 86 miljoen platen.
Personen die fan van Arnold waren zijn onder meer Elvis Presley (die net als Arnold Colonel Tom Parker als manager had), Ray Charles en Jerry Lee Lewis.
In 1966 werd Arnold opgenomen in de Country Music Hall of Fame.
- Bibsys: 10027918
- Biblioteca Nacional de España: XX900069
- Bibliothèque nationale de France: cb13890896w (data)
- CiNii: DA17407716
- Gemeinsame Normdatei: 119550652
- International Standard Name Identifier: 0000 0001 1507 0317
- Library of Congress Control Number: n2002068534
- Nationale Bibliotheek van Letland: 000303655
- MusicBrainz: 1c4c789d-06af-42ef-b86c-7d6bf49c652c
- Nationale Bibliotheek van Tsjechië: mzk2003203747
- Nationale bibliotheek van Australië: 48220830
- Nationale Bibliotheek van Israël: 987007384420405171
- Nederlandse Thesaurus van Auteursnamen: 074936050
- SNAC: w65m6483
- Trove: 1487906
- Virtual International Authority File: 32182471
- WorldCat: E39PBJtgXBYk4dDFxkRRy4xbh3